# Laguna Bosque
Laguna Bosque är en sjö i Guatemala.   Den ligger i departementet Departamento de Santa Rosa, i den södra delen av landet, 28 km söder om huvudstaden Guatemala City. Laguna Bosque ligger 1 537 meter över havet. I omgivningarna runt Laguna Bosque växer huvudsakligen savannskog.